# 더 혼팅 아워: 돈 씽크 어바웃 잇
더 혼팅 아워: 돈 씽크 어바웃 잇(The Haunting Hour: Don't Think About It)은 미국에서 제작된 알렉스 잠 감독의 2007년 판타지, 공포, 스릴러 영화이다. 에밀리 오스먼트 등이 주연으로 출연하였고 댄 엔젤 등이 제작에 참여하였다.

## 출연

### 주연
- 에밀리 오스먼트
- 코디 린리
- 브리터니 커랜
- 토빈 벨

### 조연
- 알렉스 윈젠리드
- 미쉘 더피
- 맷 엔젤
- 존 호킨슨
- 나이젤 애쉬
- 콜린 덴젤
- 케이틀린 핍피
- 바바라 러셀
- 마티 쉬프
- 마리아  비코티스-베이
- 토니 아멘
- 매튜 마일즈 카터

## 제작진
- 원작자: R.L. 스타인
- 공동제작: 조지 엔젤
- 미술: 랜도 슈무크
- 배역: 캔니스 케네디